# Enoplus flagellicaudatus
Enoplus flagellicaudatus is een rondwormensoort uit de familie van de Enoplidae. De wetenschappelijke naam van de soort is voor het eerst geldig gepubliceerd in 1943 door Schuurmans Stekhoven.